# Elisabeth Wiedemann
Elisabeth Wiedemann (* 8. April 1926 in Bassum; † 27. Mai 2015 in Marquartstein) war eine deutsche Tänzerin, Schauspielerin und Synchronsprecherin. Einem breiten Publikum wurde sie durch die Rolle als Else Tetzlaff in der Fernsehserie Ein Herz und eine Seele bekannt.

## Leben und Karriere
Elisabeth Wiedemann wurde als Tochter des Rechtsanwalts Heinrich Wilhelm Wiedemann (1889–1977) und dessen Frau Magda Elisabeth, geb. Robertson (1900–1980), in Bassum (Kreis Syke) geboren. Ihr Vater stammte aus Neukloster in Mecklenburg; ihre Mutter, eine Tochter des Hamburger Kaufmanns Willy Robertson (1871–1933), entstammte einer schottischen Offiziersfamilie, die um 1700 aus Aberdeen ins Braunschweigische übergesiedelt war.
Nach dem Abitur absolvierte Wiedemann zunächst in Berlin bei Eugenie Eduardowa und Tatjana Gsovsky eine Ballettausbildung und gab ihr Bühnendebüt 1944 als Tänzerin am Stadttheater Göttingen. Von 1945 bis 1947 arbeitete sie an der Staatsoper Berlin. Erst 1947 wandte sich Wiedemann dem Sprechtheater zu und wurde von Gustaf Gründgens an das Düsseldorfer Schauspielhaus geholt, zu dessen Ensemble sie bis 1955 gehörte. Weitere Stationen ihrer Bühnenlaufbahn waren die Städtischen Bühnen Frankfurt am Main, das Theater am Kurfürstendamm in Berlin und das Deutsche Theater in Santiago de Chile. Dort war sie 1961 für ein Jahr als Regisseurin tätig und inszenierte Max Frischs Biedermann und die Brandstifter. Es folgten Gastauftritte in Hamburg, München, Hannover, Köln, Wien.
Bereits 1947 gab Wiedemann ihr Filmdebüt in Ehe im Schatten. Obwohl sie von da an mit einer großen darstellerischen Bandbreite in zahlreichen Film- und Fernsehproduktionen tätig war (unter anderem in Tom Toelles Fernsehsatire Das Millionenspiel und Egon Monks Mehrteiler Die Geschwister Oppermann über den Antisemitismus und das Schicksal einer Familie im Nationalsozialismus), wurde sie dem Publikum vor allem durch ihre Rolle als Else Tetzlaff vertraut, die sie ab 1973 in der ARD-Serie Ein Herz und eine Seele spielte. In dieser satirischen Serie verkörperte sie die naive, gutmütige und ungebildete Ehefrau der Hauptfigur Ekel Alfred, die dessen stete Schikanen und Beschimpfungen (berühmt wurde die „dusselige Kuh“) mit Gleichmut erträgt.
Daneben arbeitete Wiedemann auch als Sprecherin für Hörspiel und Synchronisation; unter anderem lieh sie Fräulein Reinlich in der Zeichentrickserie Doctor Snuggles ihre Stimme. 1966 erhielt sie für ihre Mitwirkung im Fernsehfilm des SR Spätere Heirat erwünscht oder Pallü ist ein Spiel (Regie: Hans Dieter Schwarze) die Goldene Kamera der Fernsehzeitschrift Hörzu.
Elisabeth Wiedemann war bis zu dessen Tod im Jahr 1990 mit dem Schauspielerkollegen Richard Lauffen verheiratet. Ihr zweiter Ehemann, der Geschäftsmann und Buchhändler Werner Mengedoht, starb Anfang 2009. Sie wohnte zuletzt in einem Pflegeheim im oberbayerischen Marquartstein, wo sie 2015 im Alter von 89 Jahren als letzte noch lebende Hauptdarstellerin aus Ein Herz und eine Seele starb.

## Bühne (Auswahl)
- Tagebuch der Anne Frank
- Undine (Giraudoux)
- Ein Herz und eine Seele (die Serie lief als Bühnenaufführung am Bochumer Schauspielhaus)
- Pension Schöller (1997 – u. a. mit Achim Wolff, Winfried Glatzeder und Friedrich Schoenfelder). Auch in der ZDF-Fernsehspiel-Fassung mit Starbesetzung von 1980 wirkte sie neben Harald Juhnke, Günter Pfitzmann, Wolfgang Kieling, Wolfgang Völz und Brigitte Mira mit.

## Filmografie (Auswahl)
- 1956: Herr Hesselbach und die Firma
- 1962: Die Familie Hesselbach (Fernsehserie, Folge 42 Wertsachen)
- 1964/1966: Das Kriminalmuseum (Fernsehserie, Folgen 2x02, 4x02)
- 1965: Fluchtversuch
- 1966: Spätere Heirat erwünscht oder Pallü ist ein Spiel (Fernsehspiel)
- 1970: Gefährliche Neugier
- 1970: Schmetterlinge weinen nicht
- 1970: Das Millionenspiel
- 1972/1975: Der Kommissar (Fernsehserie, Folgen 4x07, 7x13)
- 1973: Alfie
- 1973–1974: Ein Herz und eine Seele (Fernsehserie, 21 Folgen)
- 1974: Der Tod der Schneevögel
- 1974: Motiv Liebe (Fernsehserie, Folge 1x02)
- 1975: Unter einem Dach (Fernsehserie, Folge Eine anstrengende Familie)
- 1979: Der Tote bin ich
- 1979: Es begann bei Tiffany
- 1979: Ein verrücktes Paar (Fernsehserie, 2 Folgen)
- 1979–1985: Derrick (Fernsehserie, 3 Folgen)
- 1980–1996: Der Alte (Fernsehserie, 6 Folgen)
- 1981: Das Traumschiff – Der Ausreißer / Die Hochzeitsreise
- 1981: Tatort – Das Zittern der Tenöre
- 1981: Polizeiinspektion 1 (Fernsehserie, Folge 4x02)
- 1982: Tegtmeier klärt auf! (Fernsehserie, Folge 2x02)
- 1983: Die Geschwister Oppermann
- 1983: Das Traumschiff: Amazonas
- 1983: Nordlichter: Geschichten zwischen Watt und Weltstadt (Fernsehserie, 1 Folge)
- 1984: Weißblaue Geschichten (Fernsehserie, Folge 1x02)
- 1985: Schöne Ferien – Urlaubsgeschichten aus Mallorca
- 1985: Otto – Der Film
- 1986: Die Schwarzwaldklinik (Fernsehserie, Folge 1x19 "Hochzeitstag")
- 1986–2008: SOKO 5113 (Fernsehserie, 3 Folgen)
- 1987: Gegen die Regel (Fernsehfilm)
- 1987: Hafendetektiv (Fernsehserie, Folge 1x06)
- 1988: Die Krimistunde (Fernsehserie, Folge 30, Episode: "Was Simon sagt")
- 1988: Justitias kleine Fische
- 1990: Hausmänner
- 1990: Liebesgeschichten (Fernsehserie, 1 Folge)
- 1992: Zwei Schlitzohren in Antalya
- 1992: Glückliche Reise – Thailand (Fernsehreihe)
- 1993: Im Innern des Bernsteins
- 1993: Vater braucht eine Frau (Fernsehserie, 6 Folgen)
- 1995: Wozu denn Eltern?
- 1995: Das Traumschiff – Tasmanien
- 1997: Evelyn Hamanns Geschichten aus dem Leben – Wege zum Ruhm
- 1997: Pension Schöller
- 1997: Rosamunde Pilcher – Irrwege des Herzens
- 1997/1999: Mama ist unmöglich (Fernsehserie, Folgen 1x05, 3x03)
- 1999–2000: Hallo, Onkel Doc! (Fernsehserie, 13 Folgen)
- 2001: Dr. Sommerfeld – Neues vom Bülowbogen (Fernsehserie, Folge 4x04)
- 2001–2012: Unser Charly (Fernsehserie, 3 Folgen)
- 2001: Hallo Robbie! (Fernsehserie, Folge 1x01)
- 2002: Das Amt (Fernsehserie, Folge „Falsche Fuffziger“)
- 2002: Klinikum Berlin Mitte – Leben in Bereitschaft (Fernsehserie, Folge 3x11)
- 2003: Die Rettungsflieger (Fernsehserie, Folge 7x08)
- 2003: Der Pfundskerl (Fernsehserie, Folge 4x01)
- 2003: Ritas Welt (Fernsehserie, Folge 5x09)
- 2003: Stubbe – Von Fall zu Fall (Fernsehserie, Folge 1x25)
- 2004: Tatort – Herzversagen
- 2006: Ein Hauptgewinn für Papa (Fernsehfilm)
- 2006: Familie Dr. Kleist (Fernsehserie, Folge 2x08)
- 2007/2011: Notruf Hafenkante (Fernsehserie, Folgen 1x16, 6x05)
- 2011: Sommerlicht (Fernsehfilm)
- 2012: Der Dicke (Fernsehserie, Folge 4x06)

## Hörspiele
- 1984: Hermann Ebeling: Daisy Day – Regie: Andreas Weber-Schäfer (Hörspiel – Süddeutscher Rundfunk)
- 1997: Monika Lötzsch: Matjessaison – Regie: Günter Bommert (Hörspiel – MDR)

Elisabeth Wiedemann hat in diversen Pitje-Puck-Hörspielen der Figur der Frau Windbeutel ihre Stimme geliehen.